# Clara Bow (Band)
Clara Bow ist eine Hamburger Indie-Punkrock-Band. Die Band aus Hamburg-St. Pauli spielt eine Mischung aus  Indie, Punk, Power Pop und New Wave. Benannt ist die Band nach der US-Schauspielerin Clara Bow, die in den 1920er Jahren Popularität erlangte und für den Begriff des It-Girls stilprägend war.

## Geschichte
Gegründet wurde die Band Ende 2003 von Katrin Hesse (Gesang, Gitarre), Vera Weiss (Gesang, Gitarre; verließ die Band 2009), Phyllis Schürger (Schlagzeug) und Sabine Oberg, geb. Scheppner (Bass; heute bei Earthship). Vorübergehendes Mitglied war Catharina Rüß (Keyboard; danach bei Glacier, vormals bei Peeptoes). Seit 2006 gehört Ingrid Müller (Keyboard) zur Band dazu. In ihrer aktuellen Besetzung spielt die Band seit 2010, seit Jeannine Alice Rüdiger (Bass) dazu stieß.
Die Band formierte sich während des Ladyfest Hamburg 2003, wo Katrin Hesse auch als DJ tätig war. Bewusst wurde auf männliche Mitglieder in der Band verzichtet, um ein Gegengewicht zum männlich dominierten Rockgeschehen zu liefern. Die Band engagierte sich zudem auf Veranstaltungen gegen Rechtsextremismus wie beim Anti-Nazifestival in Eisenach oder gegen Gentrifizierung wie bei einem Konzert im Knust bezüglich des Umbaus des Schanzenturm zum Mövenpickhotel oder bei der Einweihung des Platz der Genossenschaft im Karolinenviertel.
Nach diversen Demoaufnahmen sowie zahlreichen Club- und Openair-Konzerten, erschien mit Not Now am 18. Mai 2012 das offizielle Debütalbum von Clara Bow. Die Releaseparty fand am 16. Mai 2012 im Hamburger Club Golem statt. Das Debüt Not Now ist von zahlreichen Kritikern als beachtenswert eingestuft worden. Das Album erschien bei Smarten-Up in Kooperation mit Bow Records. Es wurde produziert vom Hamburger Musiker und Produzenten Ben Schadow und gemastert von Kai Blankenberg. Den Vertrieb übernahm Rough Trade, Verlage sind Smarten-Up und BMG.

## Diskografie
- 2012: Not Now (Album; Smarten-Up / Bow Records)

## Kritiken
- rollingstone.de: Neu im Plattenregal: Die Alben vom 18. Mai 2012
- cdstarts.de:Clara Bow "Not Now"
- dreamoutloudmagazin.de: Clara Bow: Not Now (Memento vom 4. Juli 2013 im Internet Archive)
- fishbookletters.de: Clara Bow – “Not Now” (Memento vom 8. Juni 2012 im Internet Archive)
- gaesteliste.de: Tonträger-Review "Clara Bow, Not Now"
- intro.de: "Not Now" - Clara Bow